# Cerovac (żupania osijecko-barańska)
Cerovac – wieś w Chorwacji, w żupanii osijecko-barańskiej, w gminie Bizovac. W 2011 roku liczyła 24 mieszkańców.